# Africell
Africell ist eine Mobilfunkgesellschaft in Afrika. Africell betreibt sein Geschäft in den westafrikanischen Staaten Gambia und Sierra Leone sowie in der Demokratischen Republik Kongo und in Uganda. Die Gesellschaft ist eine Tochterfirma der libanesischen Telekommunikationsgesellschaft Lintel. 2014 hatte Africell 12 Millionen Kunden.

## Produkte
Verkauft werden für den breiten Markt Prepaidkarten und für Unternehmen bzw. Geschäftsleute Mobilfunkverträge. Der Versand von Short Message Service (SMS) ist in dem GSM-Netz (GSM 900 Netz) auch möglich. Die Lintel betreibt neben dem heimischen Markt in Libanon außerdem Geschäfte in Marokko und Saudi-Arabien.

## Märkte

### Gambia

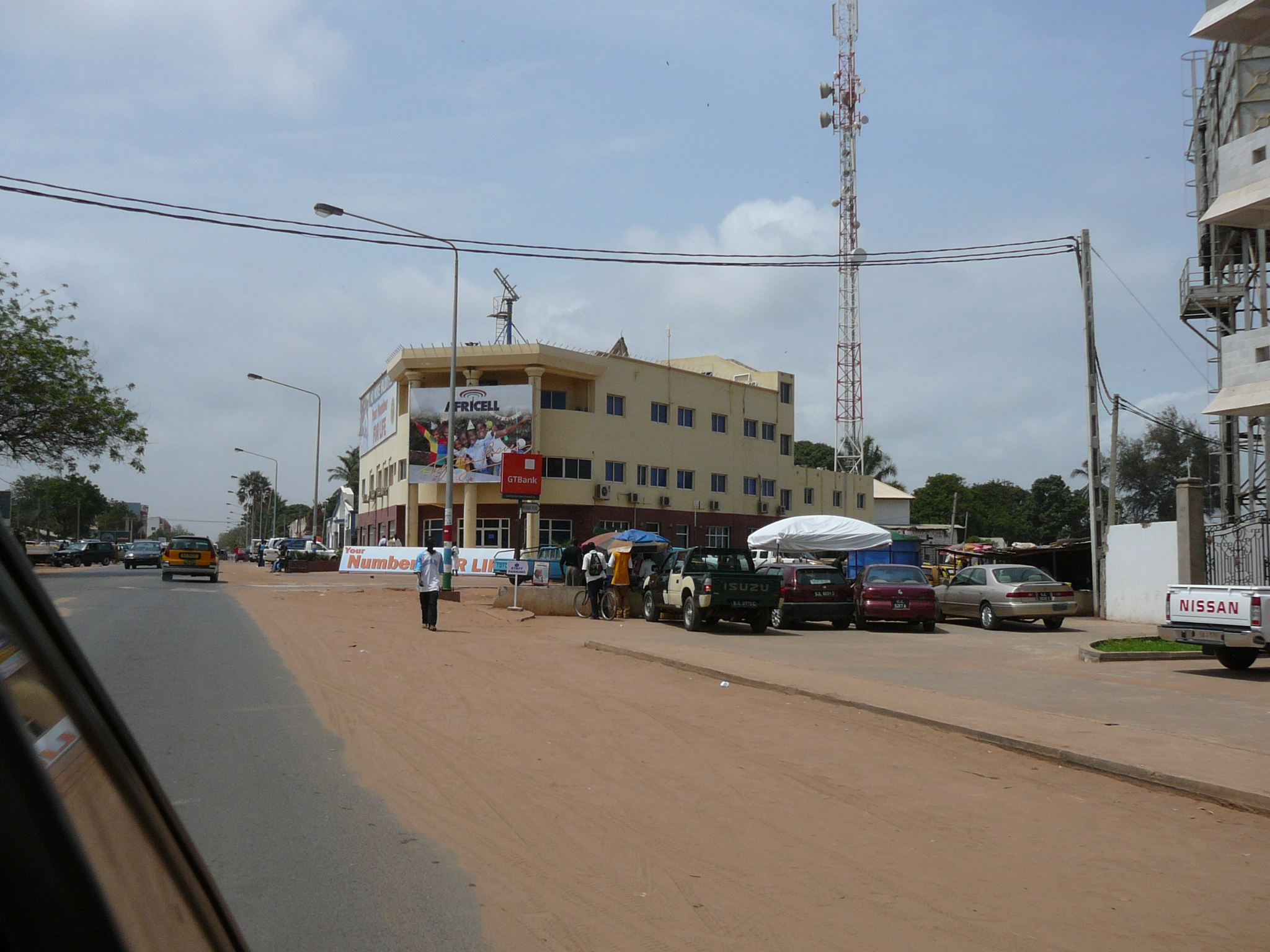
Unternehmenszentrale auf der Kairaba Avenue in Gambia

In Gambia hat Africell über 1,3 Millionen Kunden (Stand 2014) und ist noch vor der Gamtel, der Mobilfunktochter der Gambia Telecommunications Company, und Comium Mobile, die 2007 in den Markt eingetreten sind, die Nummer eins im gambischen Mobilfunkmarkt. Africell startete im Jahr 2001 in der Greater Banjul Area und im Jahr darauf in den anderen Landesteilen. In dieser Ausbaustufe wurden weitere neun Städte erfasst, in einer weiteren Stufe wurden weitere sieben Städte angeschlossen. Dennoch ist der Empfang noch nicht über das ganze Land flächendeckend gewährleistet, aber die Ballungsräume, insbesondere die Kombo-St. Mary Area, sind abgedeckt. Der Hauptsitz befindet sich in Banjul.
Africell Gambia hat Roamingverträge mit 140 anderen Mobilfunkunternehmen abgeschlossen. Durch die 120.000 Touristen im Jahr, die Gambia besuchen, erhält Africell hohe Erträge durch die Durchleitungen von Gesprächen. Mit Deutschland hat Africell mit Telefónica O₂ Europe einen Vertrag.
Das Unternehmen sponsert seit 2005 die Fußballmannschaft Sait Matty Football Club aus Bakau, seitdem tragen sie den Namen Africell auch im Mannschaftsnamen.

### Kongo, D. R.
Sein Geschäft in der Demokratischen Republik Kongo begann Africell im November 2012. Mit Ende des Jahres 2014 verzeichnete das Unternehmen bereits sieben Millionen Kunden. Derzeit werden lediglich die Provinzen Kinshasa und Kongo Central sowie größere Orte in der Provinz Katanga von Africell abgedeckt. Africell DRC verfügt über Lizenzen zum Betreiben eines 2G und 3G Netzes. Hauptsitz ist in Kinshasa.

### Sierra Leone
In Sierra Leone wurde der Vertrieb am 28. Februar 2005 aufgenommen, innerhalb des ersten halben Jahres konnten über 35.000 Kunden gewonnen werden. Im September 2007 verzeichnete Africell in Sierra Leone bereits 400.000, 2014 gut 2,9 Millionen Kunden. Der Hauptsitz befindet sich in Freetown.

### Uganda
Mit der Übernahme von Orange Uganda ist Africell im November 2014 in den ugandischen Markt eingetreten. Durch die Übernahme verfügt Africell Uganda vom Zeitpunkt des Markteintrittes an über eine Million Kunden. Das Netzwerk ist in Uganda insbesondere für seine Datendienste populär. In und um Kampala steht ein LTE-Netz zur Verfügung. Es ist das einzige von Africell betriebene seiner Art. Der Hauptsitz befindet sich in Kampala.